# The Bleeding
The Bleeding — четвертий альбом Cannibal Corpse із Крісом Барнсом, виданий в 1994 році і перевиданий в 2006 році. Вважається вершиною їх творчості. Він став одним з найбільш продаваних у порівнянні з попередніми альбомами.
Наступний мав бути 1995 — Created to Kill, але зі відхідом з гурту вокаліста Кріса Барнса не був виданий. Але його видали з нагоди 15-річчя гурту в альбомі 2003 15 Year Killing Spree.

## Список композицій
Автор слів Кріс Барнс. 
| #     | Назва                                  | Автор музики            | Тривалість |
| ----- | -------------------------------------- | ----------------------- | ---------- |
| 1.    | «Staring Through the Eyes of the Dead» | Алекс Вебстер Джек Оуен | 3:30       |
| 2.    | «Fucked with a Knife»                  | Вебстер                 | 2:15       |
| 3.    | «Stripped, Raped and Strangled»        | Вебстер Оуен Роб Баррет | 3:27       |
| 4.    | «Pulverized»                           | Вебстер Оуен            | 3:35       |
| 5.    | «Return to Flesh»                      | Вебстер Оуен            | 4:21       |
| 6.    | «The Pick-Axe Murders»                 | Вебстер                 | 3:03       |
| 7.    | «She Was Asking for It»                | Вебстер Оуен Баррет     | 4:33       |
| 8.    | «The Bleeding»                         | Оуен                    | 4:20       |
| 9.    | «Force Fed Broken Glass»               | Вебстер Оуен Баррет     | 5:02       |
| 10.   | «An Experiment in Homicide»            | Вебстер Оуен Баррет     | 2:36       |
| 36:54 |                                        |                         |            |

| Бонус-трек з перевидання | Бонус-трек з перевидання         | Бонус-трек з перевидання | Бонус-трек з перевидання | Бонус-трек з перевидання |
| #                        | Назва                            | Автор слів               | Автор музики             | Тривалість               |
| ------------------------ | -------------------------------- | ------------------------ | ------------------------ | ------------------------ |
| 11.                      | «The Exorcist» (Possessed cover) | Майк Торрао              | Торрао                   | 4:36                     |